# Беллами, Джордж
Джордж Беллами (8 октября 1941, Сандерленд) — экс-ритм-гитарист группы The Tornados. Отец Мэттью Беллами, фронтмена британской рок-группы Muse.
Беллами вдохновлял своего сына Мэттью к обучению игре на пианино демонстрацией ему работы Рея Чарльза.
Покинув The Tornados, разочарованный их бесконечной чередой перемен и рекорд-продюсером, который начал терять к ним интерес, в поисках сольной карьеры басиста, Беллами имел короткую почти абсолютно незамеченную соло-карьеру. Он спродюсировал пару EP, но никогда больше не имел успеха, вплоть до окончательного ухода из музыки.
В конце 1990-х играл в местной группе Rough Terrain, выступавшей на локальных британских мероприятиях. Сейчас Беллами работает водопроводчиком в Плимуте (Девон).